# الثابتية
الثابتية قرية في ناحية قرى مركز حمص التابعة لمنطقة حمص في محافظة حمص في سورية.